# Liste der bolivianischen Botschafter in den Vereinigten Staaten

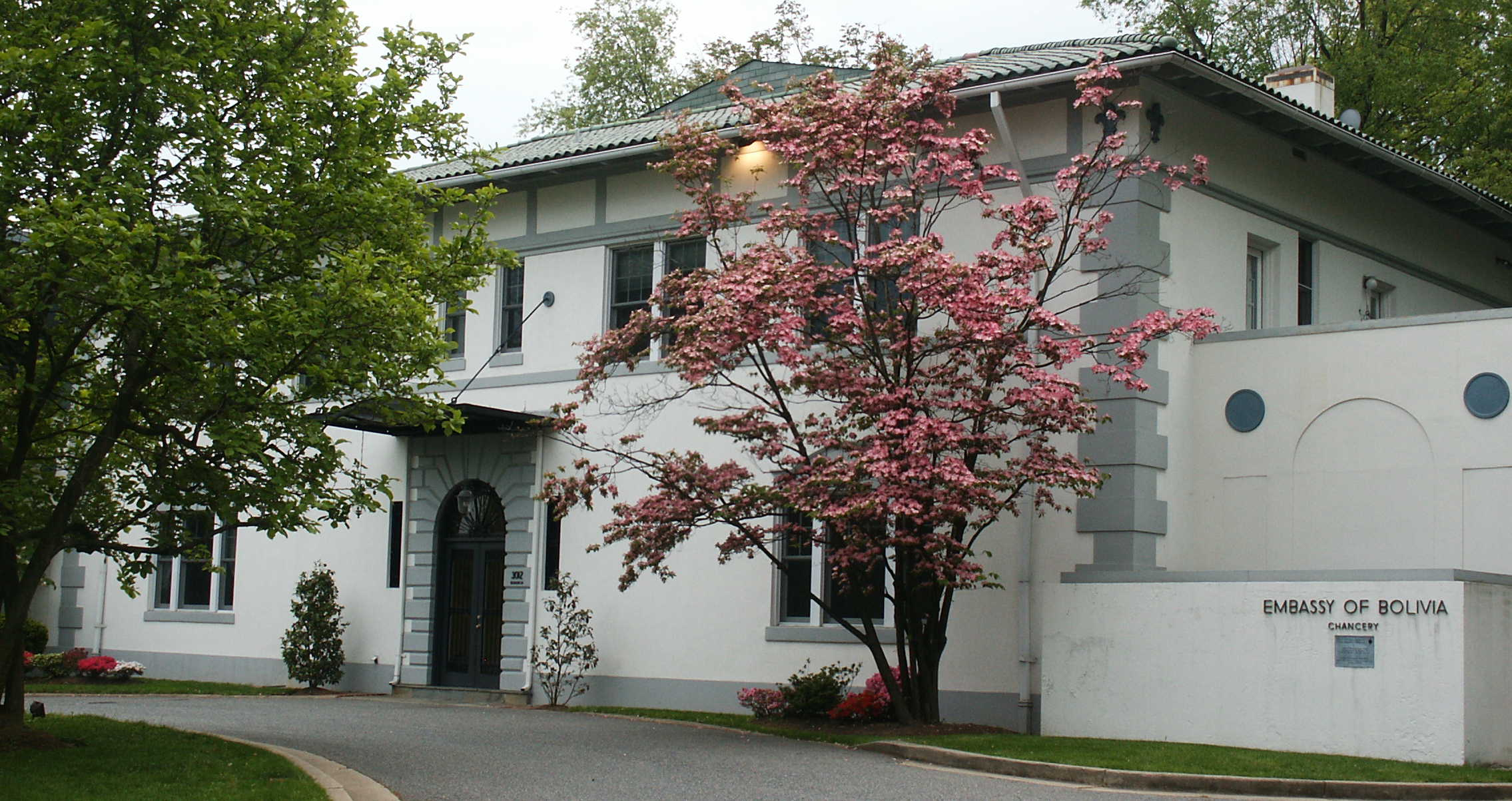
Das Gebäude der Botschaft

Dies ist eine Liste der bolivianischen Botschafter in den Vereinigten Staaten. Die bolivianische Botschaft befindet sich an der 3014 Massachusetts Ave. NW in Washington, D.C.
| Ernannt       | Akkreditiert  | Name                                           | Bemerkungen | ernannt von                       | akkreditiert bei      |
| ------------- | ------------- | ---------------------------------------------- | --- | --------------------------------- | --------------------- |
| 1889          |               | Juan Francisco Velarde Vaca                    | [ 1 ] | Severo Fernandez Alonso Caballero | William McKinley      |
| 27. Juli 1897 |               | Luís Paz Arce                                  | Eröffnung der Gesandtschaft, Luís Paz Arce (* 19. August 1854 in Tarija; † 1928 in Sucre) Sohn von Genoveva Arce und Paulino Paz 24. Präsident des obersten Gerichtshofes, Verfasser von Historia General del Alto Perú, hoy Bolivia | Severo Fernandez Alonso Caballero | William McKinley      |
| 22. Okt. 1900 |               | Fernando Eloy Guachalla                        | [ 2 ] | José Manuel Pando Solares         | William McKinley      |
| 1901          |               | Alberto Gutiérrez                              | Geschäftsträger | José Manuel Pando Solares         | William McKinley      |
| Mai 1904      |               | Jorge E. Zalles                                | | José Manuel Pando Solares         | Theodore Roosevelt    |
| 27. Mai 1904  |               | Ignacio Calderón                               | | José Manuel Pando Solares         | Theodore Roosevelt    |
| 15. Juli 1920 |               | Alberto Cortadellas                            | Geschäftsträger | Bautista Saavedra Mallea          | Woodrow Wilson        |
| 14. Juli 1921 |               | Adolfo Ballivián                               | | Bautista Saavedra Mallea          | Warren G. Harding     |
| 8. Okt. 1923  |               | Ricardo Jaimes Freyre                          | | Bautista Saavedra Mallea          | Calvin Coolidge       |
| 10. Feb. 1928 |               | Eduardo Diez de Medina                         | | Hernando Siles Reyes              | Calvin Coolidge       |
| 17. Sep. 1931 |               | Luis Oruro Abelli                              | | Daniel Salamanca Urey             | Herbert C. Hoover     |
| 26. Aug. 1932 |               | Enrique S. de Lozada                           | Geschäftsträger | Daniel Salamanca Urey             | Herbert C. Hoover     |
| 6. Dez. 1932  |               | Enrique Finot                                  | | Daniel Salamanca Urey             | Herbert C. Hoover     |
| 21. Sep. 1936 | 6. Okt. 1936  | Luis Fernando Guachalla                        | | José David Toro Ruilova           | Franklin D. Roosevelt |
| 31. März 1942 |               | Luis Fernando Guachalla                        | Aufwertung der Gesandtschaft zur Botschaft | Enrique Peñaranda del Castillo    | Franklin D. Roosevelt |
| 24. März 1942 | 31. März 1942 |                                                | | Enrique Peñaranda del Castillo    | Franklin D. Roosevelt |
| 20. Jan. 1944 | 23. Juni 1944 | Unterbrechung der diplomatischen Beziehungen   | Wiederaufnahme der diplomatischen Beziehungen | Gualberto Villarroel López        | Franklin D. Roosevelt |
| 27. Juni 1944 |               | Carlos Dorado Chopitea                         | Geschäftsträger | Gualberto Villarroel López        | Franklin D. Roosevelt |
| 13. Nov. 1944 | 21. Dez. 1944 | Victor Andrade                                 | | Gualberto Villarroel López        | Franklin D. Roosevelt |
| 21. Juli 1946 | 12. Aug. 1946 | Unterbrechung der diplomatischen Beziehungen   | Wiederaufnahme der diplomatischen Beziehungen | Gualberto Villarroel López        | Harry S. Truman       |
| 12. Aug. 1946 |               | Raul Diez de Medina                            | Geschäftsträger | Nestor Guillen Olmos              | Harry S. Truman       |
| 5. Sep. 1946  | 13. Sep. 1946 | Ricardo Marínez Vargas                         | | Tomás Monje Gutiérrez             | Harry S. Truman       |
| 29. Juli 1952 | 11. Aug. 1952 | Victor Andrade                                 | | Víctor Paz Estenssoro             | Harry S. Truman       |
| 9. Okt. 1958  | 31. Okt. 1958 | Manuel Barrau Peláez                           | | Hernán Siles Zuazo                | Dwight D. Eisenhower  |
| 15. Jan. 1960 | 15. Feb. 1960 | Victor Andrade                                 | | Hernán Siles Zuazo                | Dwight D. Eisenhower  |
| 19. Nov. 1962 |               | Emilio Sarmiento                               | Geschäftsträger | Víctor Paz Estenssoro             | John F. Kennedy       |
| 27. März 1963 | 24. Apr. 1963 | Gonzalo Sánchez de Lozada y Sánchez Bustamante | (* 1. Juli 1930 in der Provinz Murillo) | Víctor Paz Estenssoro             | Lyndon B. Johnson     |
| 22. Apr. 1965 | 5. Mai 1965   | Julio Sanjinés Goitia                          | | René Barrientos Ortuño            | Lyndon B. Johnson     |
| 13. Jan. 1971 | 8. Feb. 1971  | Antonio Sánchez de Lozada                      | | Juan Torres Gonzáles              | Richard Nixon         |
| 14. Okt. 1971 | 21. Okt. 1971 | Edmundo Valencia Ibáñez                        | General | Hugo Banzer Suárez                | Richard Nixon         |
| 18. Juli 1974 |               | Juan José Loria                                | Geschäftsträger | Hugo Banzer Suárez                | Gerald Ford           |
| 17. Jan. 1975 | 29. Jan. 1975 | Roberto Capriles Gutiérrez                     | | Hugo Banzer Suárez                | Gerald Ford           |
| 31. Jan. 1976 |               | Luis Arnal                                     | Geschäftsträger | Hugo Banzer Suárez                | Gerald Ford           |
| 31. März 1976 | 21. Mai 1976  | Alberto Crespo Gutiérrez                       | (* 18. Oktober 1906) | Hugo Banzer Suárez                | Gerald Ford           |
| 1. Dez. 1977  |               | Juan L. Cariaga                                | Geschäftsträger | Hugo Banzer Suárez                | Jimmy Carter          |
| 20. März 1978 | 7. Apr. 1978  | Carlos Iturralde Ballivián                     | Außenminister | Hugo Banzer Suárez                | Jimmy Carter          |
| 20. Feb. 1979 | 30. März 1979 | Roberto Arce Alvarez                           | (* 24. Februar 1906 in Sucre) | David Padilla Arancibia           | Jimmy Carter          |
| 19. Jan. 1982 | 5. Feb. 1982  | Julio Sanjinés Goitia                          | (* 1906) | Celso Torrelio Villa              | Ronald Reagan         |
| 21. Okt. 1982 |               | Luis Minaya Montano                            | (* 1946 in Capinota) Geschäftsträger | Hernán Siles Zuazo                | Ronald Reagan         |
| 23. Feb. 1983 | 7. Apr. 1983  | Mariano Baptista Gumucio                       | | Hernán Siles Zuazo                | Ronald Reagan         |
| 28. Feb. 1986 | 11. März 1986 | Fernando Illanes de la Riva                    | 1992 presidente de la CEPB | Víctor Paz Estenssoro             | Ronald Reagan         |
| 9. März 1988  | 22. März 1988 | Carlos Delius Evers                            | | Víctor Paz Estenssoro             | Ronald Reagan         |
| 17. Nov. 1989 | 20. Dez. 1989 | Jorge Crespo Velasco                           | (* 29. Oktober 1938 in La Paz) 1961: Licenciado en Administración Pública y Privada der University System of Maryland | Jaime Paz Zamora                  | George H. W. Bush     |
| 15. Nov. 1993 | 9. Dez. 1993  | Andres Petricevic Raznatovic                   | | Gonzalo Sánchez de Lozada         | Bill Clinton          |
| 13. Nov. 1995 | 6. Feb. 1996  | Fernando Alvaro Cossio                         | | Gonzalo Sánchez de Lozada         | Bill Clinton          |
| 12. Dez. 1997 | 16. März 1998 | Marcelo Pérez Monasterios                      | Presidente de la Confederación Nacional de Empresarios de Bolivia | Hugo Banzer Suárez                | Bill Clinton          |
| 3. Feb. 2000  | 14. Juni 2000 | Marlene Fernandez del Granado                  | | Hugo Banzer Suárez                | Bill Clinton          |
| 17. Jan. 2003 | 26. Feb. 2003 | Jaime Aparicio Otero                           | | Gonzalo Sánchez de Lozada         | George W. Bush        |
| 8. Sep. 2006  | 12. Sep. 2006 | Mario Gustavo Guzmán Saldaña                   | | Evo Morales                       | George W. Bush        |
| 2009          |               | Erika Ángela Dueñas Loayza                     | Geschäftsträgerin | Evo Morales                       | Barack Obama          |
| 1. Apr. 2011  |               | Freddy Bersatti Tudela                         | (* 17. Mai 1951 in Puerto Cavinas im Departamento Beni) Geschäftsträger General | Evo Morales                       | Barack Obama          |